# José Mardones Llorente
José Mardones Llorente (Vitoria, Álava; 4 de febrero de 1914 - ibídem; 6 de mayo de 1969) fue un futbolista español que se desempeñaba como defensor.

## Clubes
| Club             | País   | Año         |
| ---------------- | ------ | ----------- |
| Deportivo Alavés | España | 1931 - 1933 |
| Real Madrid CF   | España | 1935 - 1943 |
| CE Sabadell      | España | 1943 - 1944 |